# Isac Leo Seeligmann
Isac Leo Seeligmann, hebräisch יצחק אריה זליגמן Jitzchak ʾArje Zeligman, (geboren 10. Januar 1907 in Amsterdam; gestorben 14. Mai 1982 in Jerusalem) war ein niederländischer und israelischer Klassischer Philologe und Bibelwissenschaftler.

## Leben und Lehre
Isac Leo Seeligmann war der einzige Sohn von Sigmund Seeligmann und Juliette, geborene Veershym. Der Vater, Vertreter der jüdischen Neo-Orthodoxie, förderte die Erziehung des Jungen. In früher Kindheit lernte er Bibel und Talmud und entwickelte ein sehr gutes Gedächtnis. Die Atmosphäre im Elternhaus, wo Gelehrte wie Christian David Ginsburg, Felix Perles oder Solomon Schechter verkehrten, prägte Isac Leo Seeligmann. Am Rabbinerseminar von Amsterdam erwarb er 1931 den Grad eines moreh und studierte parallel dazu an der Universität Amsterdam Klassische Philologie. Für sein Promotionsprojekt zur Makkabäerzeit war er im Austausch mit David Cohen, einem niederländischen Althistoriker und Zionisten. Zusätzlich lernte Seeligmann Akkadisch und reiste dazu regelmäßig zur Universität Leiden. Er schwankte in dieser Zeit, ob er den Rabbinerberuf ergreifen oder eine universitäre Laufbahn einschlagen sollte.
Je mehr er zu einer akademischen Tätigkeit neigte, desto mehr stand er vor der Aufgabe, sich mit der (vorwiegend protestantischen) Bibelkritik auseinanderzusetzen, trotz der teils antisemitischen Positionierung ihrer Protagonisten. Seeligmann schätzte besonders die Arbeiten von Hermann Gunkel, hielt aber Julius Wellhausen für den besseren Hebraisten und Textkritiker.
Im Januar 1939 heiratete er Margot Darmstädter, deren Familie aus Frankfurt am Main stammte und 1933 nach der NS-Machtergreifung in die Niederlande emigriert war. Das Ehepaar hatte zwei Töchter Judith (* 1939) und Mirjam (* 1942).
1943 wurden Leo und Margot Seeligmann mit ihren kleinen Kindern und der Witwe Sigmund Seeligmanns in ihrer Amsterdamer Wohnung verhaftet und in das Durchgangslager Westerbork verbracht, von wo sie im folgenden Jahr in das Ghetto Theresienstadt deportiert wurden. Ihre Namen standen auf der sogenannten Barneveld-Liste prominenter Juden, die von den NS-Behörden als Geiseln für einen möglichen Gefangenenaustausch am Leben gelassen wurden. In Theresienstadt wies man Seeligmann die Aufgabe zu, Buchbestände aus konfiszierten jüdischen Bibliotheken zu katalogisieren, darunter auch Bücher aus der Privatbibliothek seines Vaters. Er las viel, besonders eine Edition der antiken jüdischen Bibelübersetzung ins Griechische (Septuaginta). Wie schon in Westerbork unterrichtete Seeligmann in Theresienstadt und diskutierte mit dem ebenfalls dort inhaftierten Leo Baeck. Nachdem die Rote Armee Theresienstadt befreit hatte, kehrte die Familie Seeligmann nach Amsterdam zurück, wo sie im Juli 1945 eintraf.
Nach Kriegsende übernahm Isac Leo Seeligmann die Aufgabe des Kurators der Bibliotheca Rosenthaliana, die am 6. November 1946 wieder öffnete. 1947 legte er sein Hauptwerk als Dissertation an der Universität Leiden vor, eine Studie über die Septuaginta-Version des Buchs Jesaja. Dabei analysierte Seeligmann zeitgeschichtliche Hinweise, die der antike Übersetzer quasi aktualisierend in seinen Text einfließen ließ. Angebote einer Rabbinerstelle schlug er aus, denn seit der Befreiung stand ihm als Ziel vor Augen, an der Hebräischen Universität Jerusalem, dem Zentrum jüdischer Studien, wissenschaftlich tätig zu sein. Nach der Staatsgründung, im Januar 1950, wanderte er nach Israel ein und erhielt sogleich eine Dozentenstelle an der Hebräischen Universität, seit 1956 eine Professur. Hier unterrichtete er bis zu seiner Emeritierung 1975. Seit 1958 war er korrespondierendes Mitglied der Königlich Niederländischen Akademie der Wissenschaften (KNAW).
In seiner akademischen Tätigkeit in Jerusalem lag der Schwerpunkt auf der Geschichte Israels zur Zeit des Zweiten Tempels. Mitte des 20. Jahrhunderts dominierte an der Hebräischen Universität eine Schule, die unter dem Einfluss von William Foxwell Albright mit einer hohen historischen Verlässlichkeit der biblischen Angaben, sogar der Bücher der Chronik, rechnete („Jerusalemer Schule“). Seeligmann vertrat dagegen die Bibelwissenschaft europäischer Prägung.

## Veröffentlichungen (Auswahl)
- The Septuagint Version of Isaiah and Cognate Studies, hrsg. von Robert Hanhart. Mohr Siebeck, Tübingen 2004. ISBN 3-16-148372-3.
- Gesammelte Studien zur Hebräischen Bibel. Mit einem Beitrag von Rudolf Smend, hrsg. von Erhard Blum. Mohr Siebeck, Tübingen 2004. ISBN 3-16-148425-8.